# Lakewood Engineering Company
Lakewood Engineering Company war ein US-amerikanischer Hersteller von Kraftfahrzeugen.

## Unternehmensgeschichte
Das Unternehmen wurde 1919 gegründet. Der Sitz war in New York City und die Fabrik in Cleveland in Ohio. Charles F. Lang war Präsident, E. S. Hough Vizepräsident und A. W. Stone Sekretär. Das Unternehmen stellte Kraftfahrzeuge für innerbetriebliche Zwecke und Betonmischer her. 1920 entstand außerdem ein Prototyp eines Personenkraftwagens. Der Markenname lautete Lakewood. Trotz Vermarktungsabsicht gelang die Vermarktung nicht.
Nach 1932 verliert sich die Spur des Unternehmens.

## Pkw
Das einzige Modell war ein Elektroauto. Das Fahrgestell hatte 264 cm Radstand. Die Karosserie war geschlossen. Das Coupé bot Platz für zwei Personen.